# Werner von Haeften
Werner Karl von Haeften (Berlín, Alemania; 9 de octubre de 1908 - 21 de julio de 1944) fue un teniente de la Wehrmacht y uno de los principales miembros del complot del 20 de julio de 1944 para asesinar a Adolf Hitler.

## Biografía
Haeften y su hermano mayor Hans Bernd von Haeften nacieron en Berlín como hijos del oficial de la armada Hans von Haeften, Presidente del Reichsarchiv. Estudió leyes y trabajó en la banca de Hamburgo hasta el inicio de la Segunda Guerra Mundial cuando se alistó en el ejército alemán. 
En 1943, recuperándose de una herida sufrida en el frente oriental se unió a Claus von Stauffenberg como miembro de la Operación Valquiria. El 20 de julio acompañó a Stauffenberg a Rastenburg donde ubicaron la bomba en el búnker Wolfsschanze marchando a Berlín luego de la explosión sin confirmar la muerte de Hitler e iniciando el golpe de Estado que habría de fallar. 

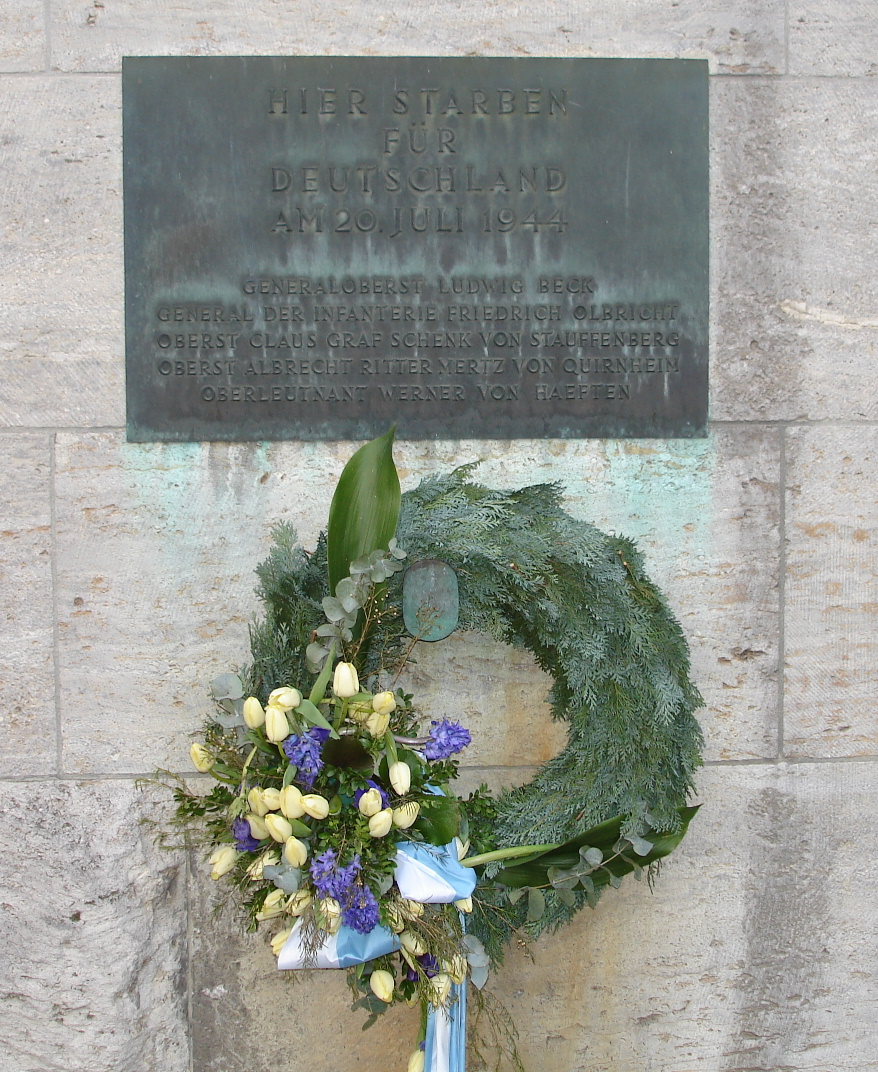
Memorial del Bendlerblock

Ese mismo día Stauffenberg junto al General Friedrich Olbricht y Oberst Albrecht Mertz von Quirnheim, fueron arrestados y fusilados por el General Friedrich Fromm en el Bendlerblock. Cuando Stauffenberg iba a ser fusilado, Haeften trató de interponerse cayendo en el acto.
Su hermano Hans Bernd von Haeften quien era un jurista, fue juzgado sumariamente por el infame juez Roland Freisler y ejecutado el 15 de agosto de 1944 en la prisión de Plötzensee.